# Calamagrostis obtusata
Calamagrostis obtusata är en gräsart som beskrevs av Carl Bernhard von Trinius. Calamagrostis obtusata ingår i släktet rör, och familjen gräs. Inga underarter finns listade i Catalogue of Life.